# Parque nacional Cerro Azul Meámbar
El Parque Nacional Cerro Azul Meámbar (PANACAM) es un parque nacional hondureño ubicado a 30 km al norte de la localidad de Siguatepeque, departamento de Comayagua y a 110 km al noroeste de Tegucigalpa, M.D.C. capital del país.
El parque nacional se fundó en 1987 y es de difícil acceso. Tiene una superficie de 4942 km² en su núcleo con 47 837 km² adicionales en su zona de amortiguación. Su punto más alto es el "Pico del Cerro", a 2047 m de altitud. El recinto forma parte de la cuenca del embalse de la Central Hidroeléctrica Francisco Morazán. Cabe destacar la vegetación de bosque nublado, que tapiza gran parte del parque y es de especial valor paisajístico.